# Robotron 64
Robotron 64 est un jeu vidéo d'action sorti en 1998 sur Nintendo 64. Le jeu a été développé par Player 1 et édité par Crave Entertainment.
Le jeu est un remake du jeu d'arcade Robotron: 2084.

## La série
- Robotron: 2084 (1982)
- Blaster (1983)
- Robotron X (1996)
- Robotron 64 (1998)